# Hendrik Arent Hamaker
Hendrik Arent Hamaker (Amsterdam, 25 febbraio 1789 – Langbroek, 7 ottobre 1835) è stato un assiriologo, filologo e orientalista olandese.
Ha studiato la maggior parte delle lingue europee e asiatiche, nonché la storia e la geografia dell'Oriente. Era un socio dell'orientalista Johannes Hendricus van der Palm e Theodor Juynboll era tra i suoi allievi.

## Biografia

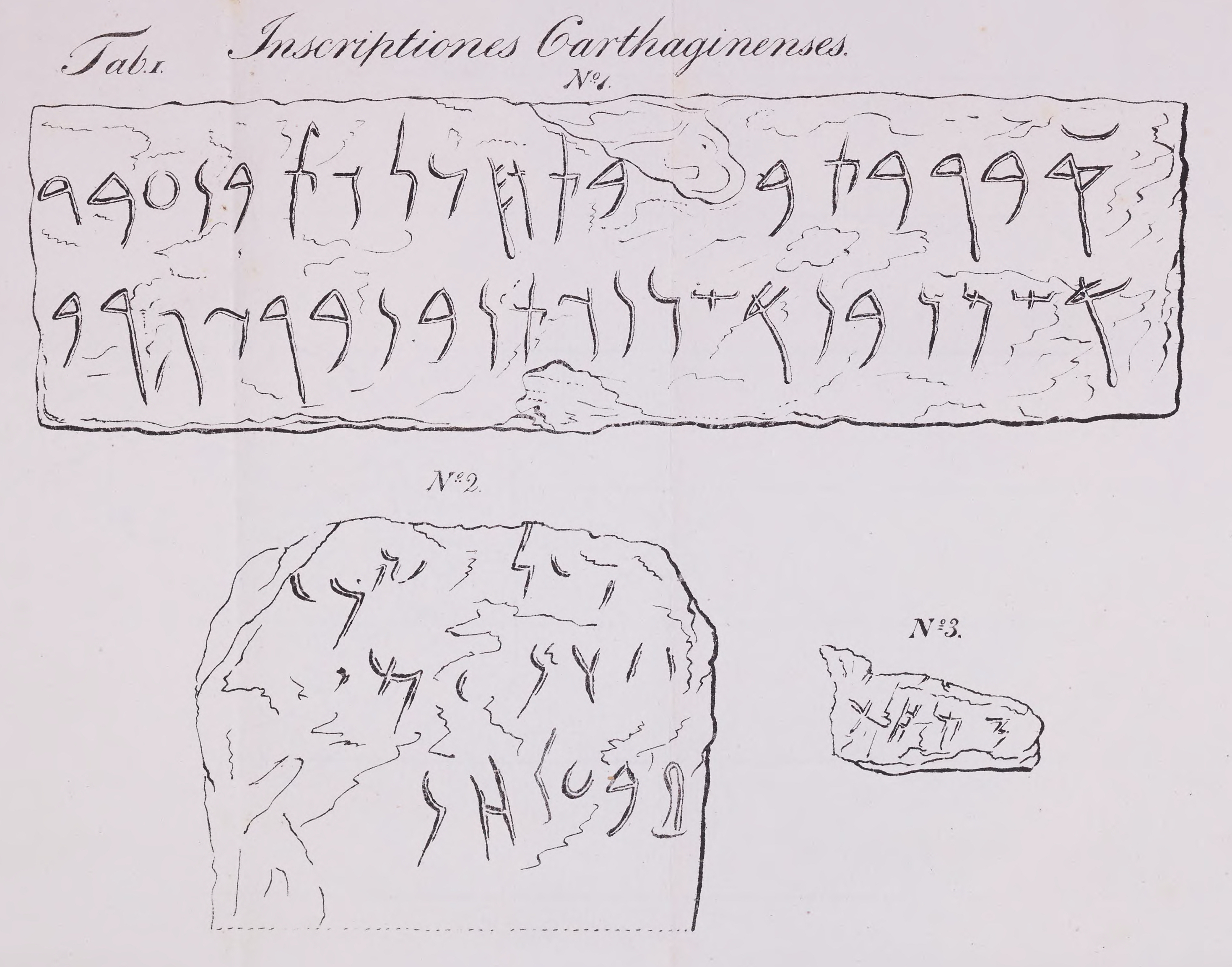
Iscrizioni cartaginesi di Hamaker, 1828

Il padre di Hamaker voleva che suo figlio intraprendesse una carriera nel mondo degli affari, tuttavia le sue spiccate doti linguistiche e il vivo interesse per le lingue antiche fin dalla tenera età portarono i suoi precettori a sponsorizzare la sua formazione presso il prestigioso Atheneaeum Illustre di Amsterdam, per studiare le lingue classiche e orientali. Lì, sotto la guida dei professori van Lennep e Wilmett, pur continuando lo studio delle lingue classiche (soprattutto il greco antico e bizantino), si concentrò sugli studi orientali.
Nel 1815-1817 fu professore di lingue orientali all'Ateneo di Franeker (ex Università di Franeker ) e tenne conferenze sull'arabo, sul caldeo e sul siriaco . Dal 1817 al 1822 ricoprì l'incarico di professore "straordinario" di lingue orientali e il titolo di Interpres Legati Warneriani (Interprete dell'eredità di Levinus Warner ) presso l'Università di Leida.
Nel 1822 Hamaker divenne professore ordinario di lingue orientali (soprattutto arabo), (1822–1835).
Hamaker apparteneva a numerose istituzioni erudite e, nel 1829, fu insignito del titolo di cavaliere dell'Ordine del Leone dei Paesi Bassi . Trascorse la sua breve vita in un'instancabile ricerca letteraria. Attraverso le sue conferenze e i suoi scritti ha aperto la strada agli studi sulla letteratura e sulle lingue orientali in tutta Europa e oltre. Hamaker fu il primo studioso olandese a tenere una serie di otto conferenze pubbliche (nel 1834; pubblicate nel 1835) sul confronto del greco, del latino e delle lingue germaniche con il sanscrito, dando maggior visibilità così allo studio della linguistica comparativa indoeuropea.
Morì nella residenza estiva della famiglia Rhodesteyn, vicino al villaggio di Nederlangbroek, nove giorni dopo la moglie Johanna Camper (nipote di Petrus Camper), il 7 ottobre 1835. Insieme ad alcuni dei loro sette figli, i coniugi avevano contratto la scarlattina, le cui conseguenze portarono alla morte di entrambi. Furono sepolti nel cimitero di Nederlangbroek. Tutti e sette i bambini sono sopravvissuti fino all'età adulta.

## Opere
Hamaker ha contribuito al Museo di Siegenbeek e al Magazijn di Kampen ed ha anche contribuito alla seconda parte della traduzione olandese di Van Kampen dell'Algemeene Geschiedenis (Storia generale) di J. von Muller. Inoltre ha anche pubblicato le recensioni nella Bibliotheca Critica nova. [n 2] Tra le sue recensioni sulla letteratura orientale, la sua recensione di un'opera di von Hammer, suscitò una reazione ostile.
Tra i suoi trattati, opere e numerose memorie incluse in varie raccolte si ricordano le seguenti:
- Oratio della religione muhammedica (Leida, 1817–1818);
- Esemplare cataloghi codicum mss. orientalium libræca academiæ Lugduno Balavz (Leida 1820. 4o.), con commenti e note; (1820) Editore; Lugduni Batavorum: Apud S. e J. Luchtmans (latino / arabo) ( archive.org )
- Diatribe filologico-critica, Monumentorum aliquot Punicorum, nuper in Africa repertorum, interpretem exhibens, cet. (Lugd. Bat. [Leida] 1822. 4o. )
- Commentalio ad locum Taky Eddini al Makrizi di Expeditionibus to Græcis Francisque adversus Dimyatham (Amsterdam 1824, in-40), un libro ricco di ricerche;
- Takyoddini Ahmedis al-Makrizii narratio della spedizione in Graecis ... di Aḥmad ibn'Alī Maqrīzī ( مقريزي, أحمد بن علي‎</link> ), Hendrik Arent Hamaker; (1824) Editore; apud Pieper & Ipenbuur; ( archivio.org )
- Miscellanea Phoenica (Leid. 1828, 4o);
- Letture accademiche sull'utilità e l'importanza del confronto grammaticale delle lingue greca, latina e germanica con il sanscrito (Leid. 1835. 8o.)
- Claudianus nostrorum temporum vates. (Claudiano il poeta del nostro secolo); Amst. 1814. 8o. [n 3]
- Lezioni Filostrataeae, Lugd. Pipistrello. 1816. 8o.
- Trattato sull'influenza religiosa, morale e sociale della poesia; nella Mnemosyne, vol. III. (Dordr 1817. 8o.) [n 4]
- Commentatio ad locum Takyoddini Ahmedis Al-Makrizi the Expeditionibus a Graecis Francisque adversus Dimyatham, ab anno Christi 702–1221, susceptis, (Amstel. 1824. 4o.)
- Ince ti auctoris liber de expugnatione Memphidis et Alexandriae, (Lugd. Bat. 1825. 4o.)
- Lettre à M. Raoul Rochette sur une inscription en caractères Phéniciens et Grecs, découverte à Cyrène, (Leid. 1825. 4o.)
- Riflessioni critiche su quei punti contestati della storia orientale; pour de réponse aux éclaircissements de M. de Hammer, pubblicato su le Nouveau Journal Asiatique, numero di aprile 1829. 1829. 8o. )
- Sulla natura dell'indipendenza, sulla disposizione dei popoli e delle persone e sulla necessità dei Paesi Bassi, (Orat.) (Leid. 1831. 8o.)
- Esemplare critico, mostre locos Ibn Khacanis de Ibn Zeidouno, ex codicibus Bibliothecae Lugd. Batav. et Gothanae edito. (Lugd. Bat. 1832. 4o.) [n 5] [n 6]
- Commento in libr. la vita et morte Prophetarum, qui Graece circumfertur, cet. (Amst. 1833, 4o.)
- Commenti sui Samaritani e la loro corrispondenza con alcuni studiosi europei: in occasione della pubblicazione di una lettera samaritana ancora sconosciuta; collocato in Kist e Royaards, Archivio della Chiesa. Gesch. DV (Leid. 1834. 8o.)
- Miscellanea samaritana, opera postuma, ecc.

### Orazioni
- Graecis Latinisque Historicis medii aevi, ex ortentalibus fontibus illustrandis. (1815)
- La religione Mohammedica, magno virtutis bellicae apud Orientales incitamento. (1817)
- vita et meritis Guilielmi Jonesii . (vita e opere di William Jones )(28 settembre 1822) [n 1]